# سفارة شمال مقدونيا في السويد
سفارة شمال مقدونيا في السويد هي أرفع تمثيل دبلوماسي لدولة شمال مقدونيا لدى السويد. تقع السفارة في ستوكهولم وهي تهدف لتعزيز المصالح الشمال مقدونية في السويد.

## وصلات خارجية
- قائمة سفارات شمال مقدونيا
- قائمة السفارات في السويد